# 尾野寺みさ
尾野寺 みさ（おのでら みさ、2002年8月14日 - ）は、日本のアイドル。女性アイドルグループ・Lily of the valleyのメンバーでリーダーを務めていた。現在は7人組グループMelty BeaRのメンバー。大阪府出身。リヒト所属。

## 略歴
2002年8月14日、大阪府生まれ。
2014年、小学6年生のときにスカウトされ、12月17日よりアイドルプロジェクト「いもうとシスターズ」の関西3期生メンバーとして活動。
2015年6月25日、デビューBlu-ray&DVD『フェアリーテイル』を発売。
2016年8月14日、自身の個人Twitterを開設。中学生時代は月に1度の仕事やオーディションを受けながら、地元の公立高校に進学。
2018年、高校1年生の5月頃にアイドルグループのデビューの話を聞き、8月1日にグループの公式Twitter上にてLily of the valleyの結成告知が行われた後、同月6日に5人目のメンバーとして発表された。8月14日、自身の個人Instagramを開設。10月14日、大阪HMV&BOOKS SHINSAIBASHIにてデビューライブを開催。
2019年11月29日、初のソロデジタル写真集『微熱少女デジタル写真集 vol.005 尾野寺みさ』を発売。12月12日、自身の個人TikTokを開設。
2021年、大学入学後、東京都内に上京。8月9日、自身の生誕祭時にグループのリーダーに就任することを発表。
2022年8月24日より28日まで、初舞台となるMonkey Works Vol.08『オレンジノート』に出演。
2024年7月1日、デビューより所属していたバンビーナを退所。同時に芸能プロダクション「リヒト」へ移籍。
2024年8月31日、Lily of the valley解散。
2024年10月6日、アイドルグループMelty BeaRに加入。

## 人物
高校1年生の5月に生徒会に入り、高校2年生のときは生徒会会長を務めた。また、高校卒業時には卒業生代表として答辞を読んだ。
両親が徳島県出身のため、幼少期より毎年阿波踊りに参加していた。しかし、阿波踊りの時期が自身の誕生日と重なっている関係で、誕生日を祝ってもらった記憶がない。
3歳年下の弟がいる。

### 嗜好
趣味はショッピング。
好きな食べ物はいちご大福、タピオカ。
目標にしているアイドルはももいろクローバーZの百田夏菜子。アイドルについて知るためにライブ映像を見ていくうちに、歌や踊りの姿に惹かれていった。イメージカラーの赤や、曲中のジャンプパフォーマンスなど、共通点も多い。憧れている女優は土屋太鳳。
アクション系のゲームは苦手だが、『どうぶつの森』や『トモダチコレクション』などのゆるいゲームを好んでいる。

### 特技
特技はバレエ。5歳頃からクラシックバレエを習っていた。当初は浅田真央に憧れてフィギュアスケーターになりたかったが、『情熱大陸』を観てスタートはクラシックバレエだったことを知り、習い始めるようになった。なお、小学5年生のときにスケートをする機会があったが、転んで危険だという理由でフィギュアスケートへの転向を諦めている。好きなバレエの演目は『ドン・キホーテ』キトリのヴァリエーション。
ダンスが得意で、中学生のころから踊ってみた動画を多く投稿している。2017年に開催されたニコニコ超会議では、U-20枠で踊ってみたブースに出演した。
小学生のころから地域の手話教室に通っていた。
中学生のころは吹奏楽部に所属していた。担当楽器はホルン。

### Lily of the valley
グループではリーダーを務めていた。
星れいら加入まではグループの中で最年長であり、デビューイベント時にメンバーの立ち位置の話をした際、ファンから「お母さん！」と呼ばれて以来、しばしば「お母さんっぽいよね」と言われていた。
センター曲に『エールの言葉』、『夜空に咲いた花』、『ファンファーレ』がある。また、『オレンジ 2020』『Notre espoir』の振り付けも行っている。

## 作品

### DVD&BD
- フェアリーテイル 尾野寺みさ（2015年6月25日、アイマックス）
- フェアリーテイルtutu 尾野寺みさ（2015年11月25日、アイマックス）
- 幻想少女（2015年12月10日、おいも屋本舗） - 共演:竹下美羽
- エトワール 尾野寺みさ（2016年1月25日、アイマックス）
- ポワント 尾野寺みさ（2016年3月25日、アイマックス）
- クルールアン 尾野寺みさ（2016年9月25日、アイマックス）
- クルール ドゥ 尾野寺みさ（2016年10月25日、アイマックス）
- コスプレいもうとシスターズ ’16～秋・冬～ フレッシュアイドル SHOW CASE 美少女ツアー2016 vol07（2016年12月20日、アイファクトリー） - 共演：香月杏珠・竹下美羽・愛乃きらら・結城響・久川美佳・池田なぎさ・沢村りさ・月島ゆき・姫川優花

### その他
- 新潟ろうきん「考えてみようSNSやスマホとの付き合い方」（教育DVD）

## 書籍

### 雑誌
- まるごとディズニー（株式会社KADOKAWA）
- ポトレマガジン（2019年4月号、メタ・ブレーン）
- 月刊エンタメ（2019年8月号、徳間書店）
- 週刊プレイボーイNo.49（2019年11月25日、集英社）[34]
- IDOL FILE Vol.25 HAKAMA（2022年1月28日、シンコーミュージック）[35]
- IDOL FILE Vol.26 VINTAGE FASHION （2022年6月24日、シンコーミュージック）[36]
- IDOL FILE Vol.29 Morning Routine（2023年3月10日、シンコーミュージック）[37]

### デジタル写真集
- 微熱少女デジタル写真集 vol.005 尾野寺みさ（2019年11月29日、集英社）[4]

## 出演

### 舞台
- Monkey Works Vol.08『オレンジノート』（2022年8月24日 - 28日、六行会ホール） - 三谷ミヤビ 役[38]
- 劇団TEAM-ODAC第41回本公演『猫と犬と約束の燈〜2023編〜』（2023年4月12日 - 16日、こくみん共済coopホール） - 山野さゆみ 役[39]

### バラエティ
- 漢字ふむふむ「女性の先生登場でパニック!?」（2023年4月18日　NHK-Eテレ）　-　佳伶　役[40]

### CM
- 菊池建設「私たちの舞台」編（2022年1月1日 - ）
- 第2制作株式会社「マトナカ採用向けVTR 〜未来を射抜く〜」（2022年9月9日 - ）
- 【ライブ篇①】15s_イオンの格安スマホ10周年オリジナル動画（2024年3月15日 - ）[41]

### イベント
- ニコニコ超会議2017